# Nassarina metabrunnea
Nassarina metabrunnea är en snäckart som beskrevs av Dall och Simpson 1901. Nassarina metabrunnea ingår i släktet Nassarina och familjen Columbellidae. Inga underarter finns listade i Catalogue of Life.